# Species plantarum
Species plantarum («Види рослин») — наукова праця у двох томах, написана Карлом Ліннеєм (1707—1778). Вперше опублікована у травні 1753 року Дата публікації Species plantarum, 1 травня 1753 року, прийнята за висхідний пункт ботанічної номенклатури.
Стандартне позначення назви цієї праці при використанні в номенклатурних цитатах — Sp. Pl.

## Опис
Повна назва праці — Species plantarum, exhibentes plantas rite cognitas, ad genera relatas, cum differentiis specificis, nominibus trivialibus, synonimis selectis, locis natalibus, secundum systema sexuale digestas — «Види рослин, що представляють пізнані за звичаєм рослини, віднесені до родів, зі специфічними (видовими) відмінностями, звичайними (простими) назвами, вибраними синонімами, місцями народження, розподілені за статевою системою».
Історичне значення книги полягає в тому, що:
- В ній міститься опис усіх відомих на той час рослин.
- За допомогою книги навіть непрофесіонал міг, на підставі числа тичинок і маточок, визначити місце розглянутої рослини у так званій статевій системі рослин, яку запропонував Лінней[ru].
- Для кожного виду в книзі наведено назву, що складається із двох частин. Послідовно застосована в книзі біноміальна номенклатура дозволила відокремити обговорення питань номенклатури (тобто питань того, як називати таксони) від таксономії (тобто питань про те, як таксони класифікувати).

Початкова дата, встановлена для ботанічної номенклатури, — 1 травня 1753 — є умовною, оскільки передмову до першого тому Species plantarum Лінней підписав тільки 2 травня, а другий том вийшов пізніше, ніж перший. Однак для номенклатурних цілей вважають, що обидва томи вийшли одного дня.

## Видання

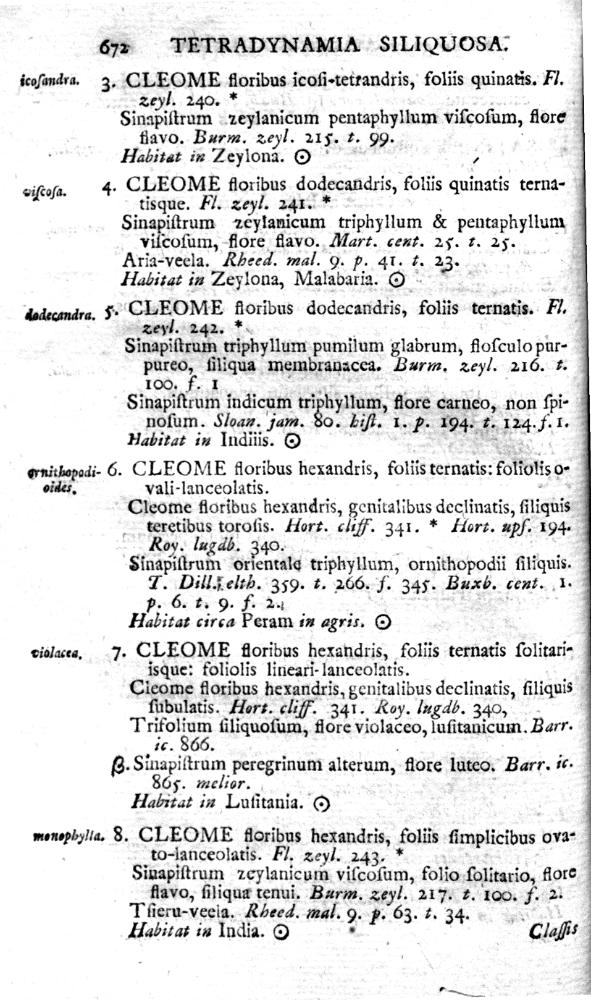
Сторінка з першого видання Species Plantarum із описом видів роду

Саме вихід цієї книги став основоположним для наукової ботанічної номенклатури в її сучасному розумінні. Перше видання опубліковано в Стокгольмі 1753 року, фактичною датою публікації першого тому є 24 травня, другого тому — 16 серпня.
- Linnaeus C. Species plantarum, exhibentes plantas rite cognitas, ad genera relatas, cum differentiis specificis, nominibus trivialibus, synonymis selectis, locis natalibus, secundum systema sexuale digestas :  [лат.]. — Holmiae : L. Salvius, 1753. — Vol. I. — [i—xii], 1—560 s. — doi:10.5962/bhl.title.669.
- Linnaeus C. Species plantarum, exhibentes plantas rite cognitas, ad genera relatas, cum differentiis specificis, nominibus trivialibus, synonymis selectis, locis natalibus, secundum systema sexuale digestas :  [лат.]. — Holmiae : L. Salvius, 1753. — Vol. II. — [i], 561—1200, [1—30, покажчик], [i, хибодруки] s. — doi:10.5962/bhl.title.669.

Лінней продовжував працювати над книгою — і в 1762—1763 роках опубліковано друге видання Species Plantarum (Editio Secunda): у двох томах, з виправленнями та додатковими матеріалами. Стандартне позначення назви книги в номенклатурних цитатах — Sp. Pl. 2.
- Linnaeus C. Species plantarum, exhibentes plantas rite cognitas, ad genera relatas, cum differentiis specificis, nominibus trivialibus, synonymis selectis, locis natalibus, secundum systema sexuale digestas :  [лат.]. — Editio secunda, aucta. — Holmiae : L. Salvius, 1762. — Vol. I. — портрет, [i-xvi], 1—784 s. — doi:10.5962/bhl.title.11179.
- Linnaeus C. Species plantarum, exhibentes plantas rite cognitas, ad genera relatas, cum differentiis specificis, nominibus trivialibus, synonymis selectis, locis natalibus, secundum systema sexuale digestas :  [лат.]. — Editio secunda, aucta. — Holmiae : L. Salvius, 1763. — Vol. II. — [i], 785—1684, [1—64, покажчики] s. — doi:10.5962/bhl.title.11179.

1764 року опубліковано третє видання Species Plantarum (Editio Tertia), яке значною мірою повторює друге, але містить деякі виправлення та доповнення. 1779 року під назвою Systema Plantarum, Species Plantarum вийшло четверте видання книги.
Після смерті Ліннея німецький ботанік Карл Людвиг Вільденов (1765—1812) підготував нове, суттєво доповнене видання книги. Його опублікування почато 1797 року і завершено 1830 року, вже після смерті Вільденова. Усього опубліковано шість томів у тринадцяти частинах. Видання мало назву Editio Quarto («четверте видання»), не враховуючи видання 1779 року.
Шосте видання (Editio Sexta) підготували німецькі ботаніки Генріх Фрідріх Лінк (1767—1851) та Альберт Дітріх. Воно вийшло у двох томах, опублікованих у 1831—1833 роках.

## Species plantarum та сучасність
1952 року радянський ботанік Олексій Іванович Введенський описав новий рід середньоазіатських чагарників сімейства Бобові; на честь 200-річчя виходу Species plantarum він дав роду назву Каліспепла (Calispepla), склавши її з початків слів назви цієї праці — Caroli Linnaei Species Plantarum. 200-річчю публікації Species Plantarum також присвячено один із номерів міжнародного журналу Taxon (том 3, № 2 за 1953 рік), до якого включено сім статей, що висвітлюють різні аспекти цієї книги.

## Species plantarumв електронному вигляді
- Том I [Архівовано 7 листопада 2011 у Wayback Machine.] и Том II [Архівовано 8 жовтня 2014 у Wayback Machine.] Biodiversity Heritage Library
- Sect. 1-3: HTML на сайті Project Gutenberg [Архівовано 7 серпня 2020 у Wayback Machine.]
- Том I: Djvu-файл (19 Mb) [Архівовано 20 березня 2007 у Wayback Machine.] і Том II: Djvu-файл (24 Mb) [Архівовано 20 березня 2007 у Wayback Machine.] в Матеріалах А. Шипунова [Архівовано 26 травня 2011 у Wayback Machine.] на Ботанічному сервері Московського державного університету [Архівовано 18 грудня 2010 у Wayback Machine.]